# Remind Me (Tom Grennan)
Remind Me è un singolo del cantante britannico Tom Grennan, pubblicato il 18 marzo 2022.

## Descrizione
La canzone è stata scritta dallo stesso Gennan e prodotta da LostBoy. L'artista descrive il brano in questo modo:

## Video musicale
Il video musicale è stato reso disponibile il 6 aprile 2022.

## Classifiche

### Classifiche settimanali
| Classifica (2022) | Posizione massima |
| ----------------- | ----------------- |
| Belgio (Fiandre)  | 28                |
| Irlanda           | 21                |
| Polonia           | 13                |
| Regno Unito       | 27                |

### Classifiche di fine anno
| Classifica (2022) | Posizione |
| ----------------- | --------- |
| Islanda           | 96        |